# Acanthopsyche zernyi
Acanthopsyche zernyi är en fjärilsart som beskrevs av Jean Bourgogne 1964. Acanthopsyche zernyi ingår i släktet Acanthopsyche och familjen säckspinnare. Inga underarter finns listade i Catalogue of Life.